# Sericesthis ino
Sericesthis ino är en skalbaggsart som beskrevs av Blackburn 1907. Sericesthis ino ingår i släktet Sericesthis och familjen Melolonthidae. Inga underarter finns listade i Catalogue of Life.